# Ermida de Nossa Senhora da Penha de França (Praia do Norte)

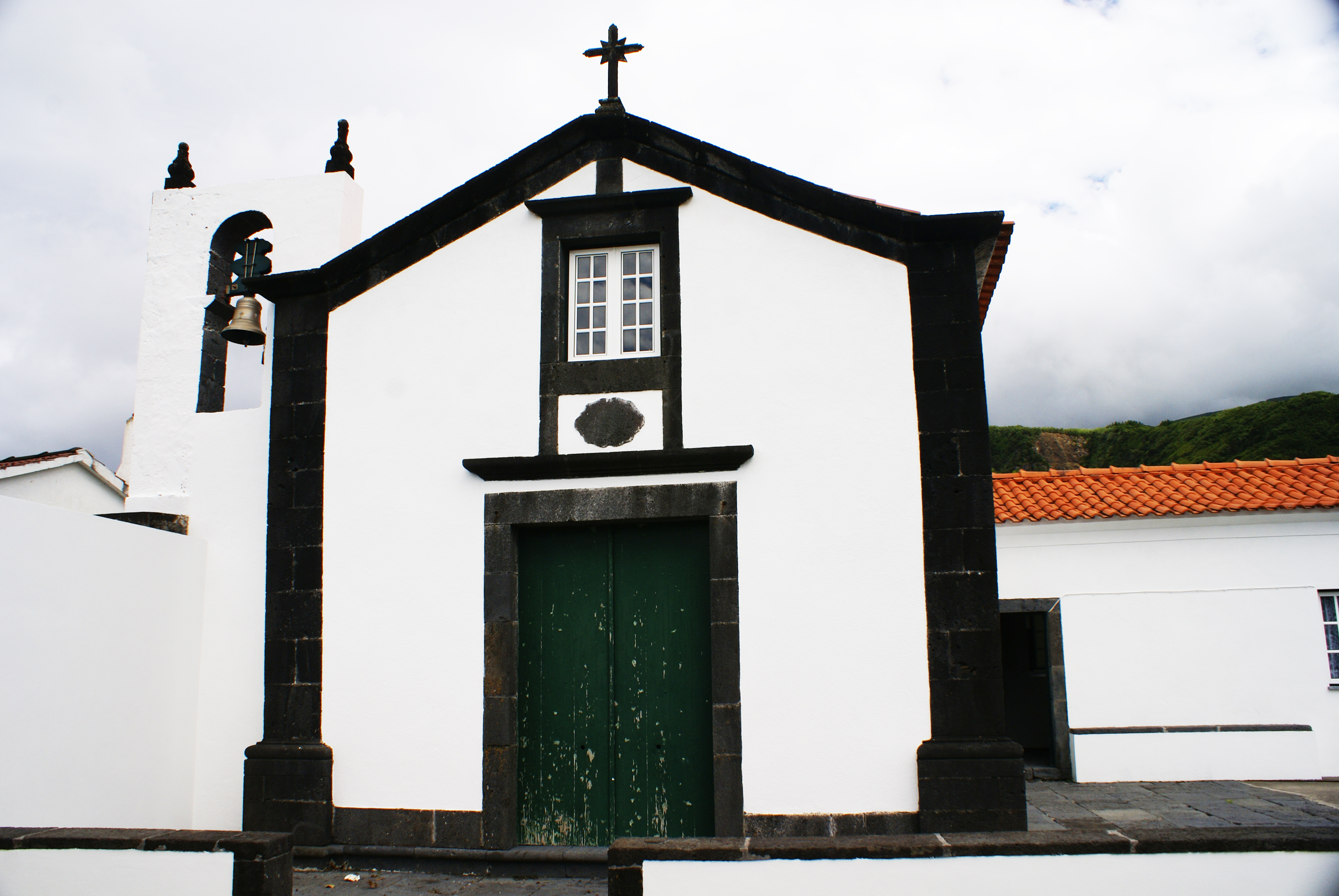
Ermida de Nossa Senhora da Penha de França, Praia do Norte.

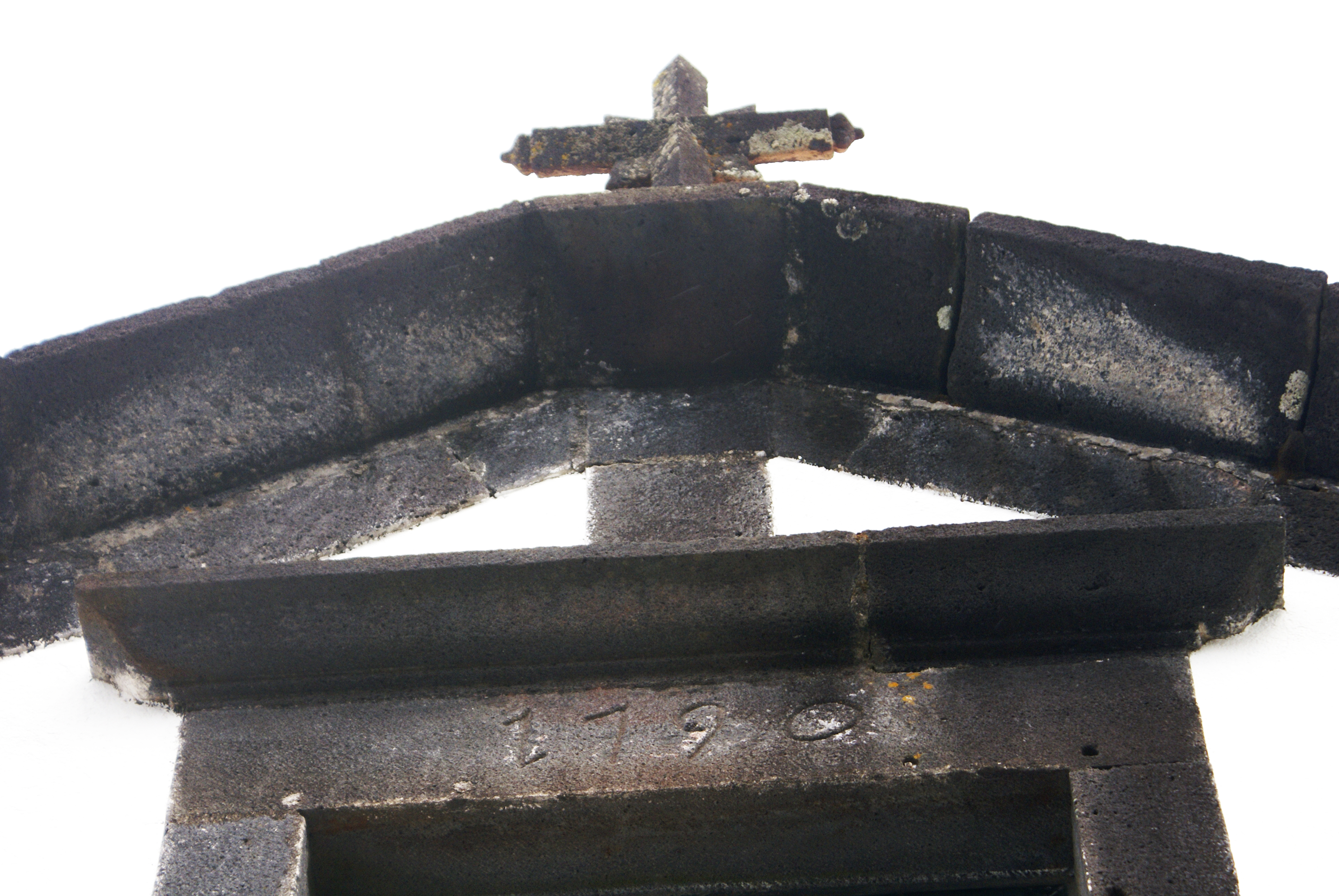
Ermida de Nossa Senhora da Penha de França, Data.

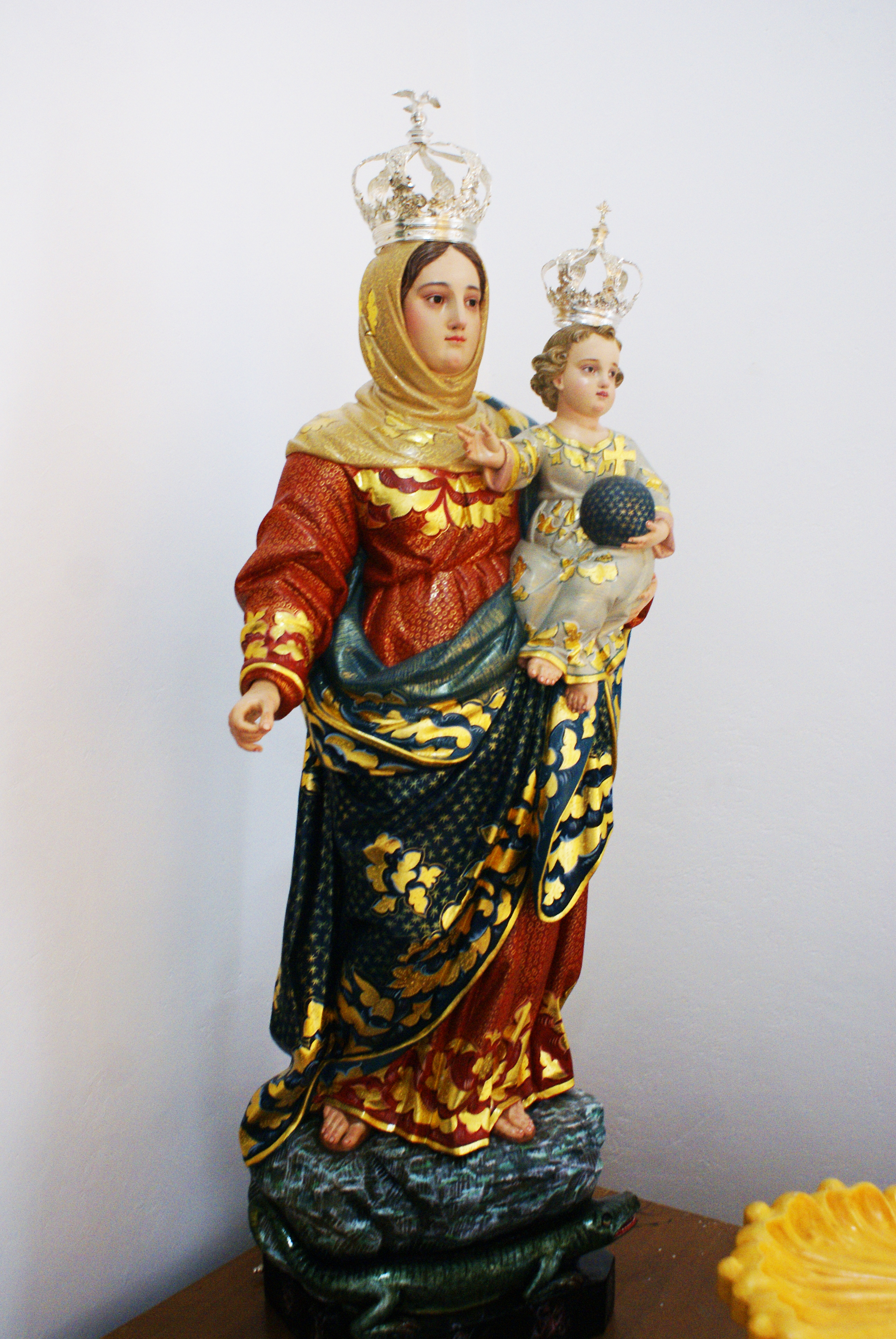
Imagem da Senhora da Penha de França, Ermida de Nossa Senhora da Penha de França, Praia do Norte.

A Ermida de Nossa Senhora da Penha de França é uma ermida portuguesa localizada na Fajã da Praia do Norte, à freguesia da Praia do Norte, no concelho da Horta, na ilha do Faial, no arquipélago dos Açores.
Esta ermida dedicada à evocação de Nossa Senhora da Penha de França e cuja edificação aconteceu cerca de 1787, por iniciativa de José Nunes da Silveira, navegador natural da ilha do Pico, que angariou grande fortuna ao proceder a transportes entre a cidade de Lisboa e o Oriente.
Na fachada da ermida existe afixada a data de 1790, eventualmente data da conclusão das obras. A construção apresenta-se simples, feita em cantaria de pedra basáltica de cor preta e dotada por uma sineira.